# Ophisma variata
Ophisma variata är en fjärilsart som beskrevs av William Schaus 1901. Ophisma variata ingår i släktet Ophisma och familjen nattflyn. Inga underarter finns listade i Catalogue of Life.